# Nyctiophylax sellatus
Nyctiophylax sellatus là một loài Trichoptera hóa thạch trong họ Polycentropodidae.